# Valle de Trápaga
Valle de Trápaga (cooficialmente en euskera: Trapagaran) es una localidad y municipio español, perteneciente a la provincia de Vizcaya, en la comunidad autónoma del País Vasco.
Históricamente perteneció a la comarca de Las Encartaciones. Actualmente, desde la aprobación del Estatuto de Autonomía del País Vasco de 1979 y la actualización de las directrices de Ordenación del Territorio, forma parte de la comarca no oficial del Gran Bilbao, y está situado en la Zona Minera. Sus principales actividades económicas son las fábricas de muebles, el acero y la industria química.

## Toponimia
Hasta 1983 era conocido como San Salvador del Valle y coloquialmente se conoce como "El Valle". Sin embargo, su nombre primigenio era Trapaga, posteriormente San Salvador del Valle de Trapaga (seguramente debido a una ermita de San Salvador), para terminar por perder el topónimo y reducirse a San Salvador del Valle.
En 1983, el ayuntamiento de Trapagaran recurrió a Euskaltzaindia para renombrar al pueblo tanto en euskera como en castellano. La real Academia de la Lengua Vasca propuso Trapagaran / Valle de Trápaga. En cuanto al significado de este último, es un nombre de lugar de origen vasco formado por "trapa" y "-aga". El primero de esos elementos significa "trillo parecido a la narria, con él se arrastran maderos, con él se destruyen terrones en los campos cargándole con piedras", tal y como asegura Euskaltzaindia en su Orotariko Euskal Hiztegia. Como ejemplo, el siguiente texto de Ibarra, de Dima: "Trapea, egurreskoa da mokilek apurtakoa [...] da ba tabla sapal bat kuadradu modukoa eta idiek edo beiek mogitan daurie". El segundo elemento (-aga) es un sufijo locativo.

## Geografía
Integrado en la comarca de Gran Bilbao, se sitúa a 11 kilómetros de la capital vizcaína. El término municipal está atravesado por la Autopista del Cantábrico (AP-8) y por la carretera nacional N-634 entre los pK 121 y 124, además de por carreteras locales que conectan con Ortuella y Portugalete. El pueblo se halla dividido en dos partes bien diferenciadas:
- Zona Baja: formada por los barrios de San Gabriel, Durañona, El Juncal, Elguero, Galindo-Salcedillo, Valle de Trápaga (capitalidad), La Escontrilla, Zaballa, Trápaga-Causo y Ugarte. En esta zona reside la capitalidad del municipio, toda la actividad industrial y la mayor parte de la población actual (en torno al 90 %).
- Zona Alta: formada por los barrios de La Arboleda, Matamoros-Burzaco, Parcocha-Barrionuevo y Larreineta, y situada en los montes de Triano. De esta zona se extrajo mineral de hierro desde los romanos hasta el agotamiento de los yacimientos a mediados del siglo XX. Habiendo concentrado la mayor parte de población del municipio durante el auge de la minería, actualmente queda como lugar de esparcimiento muy frecuentado por los habitantes de toda la Margen Izquierda.

Las dos zonas están comunicadas por una carretera (BI-3755) y un funicular. Las principales cumbres son Mendibil (548 m), Bitarratxo (521 m) y Burtzako (452 m). La altitud oscila entre los 548 metros al sureste y los 3 metros a orillas del río Galindo. El pueblo se alza a 35 metros sobre el nivel del mar.
| Noroeste: Ortuella            | Norte: Portugalete        | Nordeste: Sestao   |
| Oeste: Ortuella               |                           | Este: Baracaldo    |
| Suroeste: Ortuella y Galdames | Sur: Galdames y Baracaldo | Sureste: Baracaldo |

### Hidrografía
En el Valle de Trápaga la hidrografía tiene poca relevancia. El principal río que discurre por el municipio es el río Granada, de pequeño caudal. Procedente de Ortuella, de donde recoge sus aguas de los montes de Triano, descendiendo por el barranco de La Orconera, vierte sus aguas en el río Castaños-Galindo, en Baracaldo, tras atravesar el Valle. Por su curso va recogiendo aguas de pequeños arroyos que descienden desde la zona alta: El Pobo y La Piedra, que atraviesan el núcleo urbano de forma subterránea; La Hoya, que desciende por El Pasillo y San Andrés; La Toba y La Cazuela, por el barrio de Zaballa; y Barcillao, por Ugarte y El Juncal. Además, también por el barrio Ugarte, discurre el arroyo El Yedal, que desemboca directamente en el río Castaños.
Por otra parte, el río Ballonti, una de las dos ramas del río Galindo, ejerce de límite con Portugalete. Se encuentra situado tras el alto Alday y recibe aguas del arroyo Fuenteibarra, en Salcedillo.
En la zona alta se encuentran varias lagunas artificiales como resultado de la inundación de antiguas minas. Los pozos más destacables son Hostión, Parcocha, Zuloko y Blondis. Actualmente la zona se ha regenerado como área de esparcimiento y ocio.
Próximo a Galdames, en la zona de El Pedernal, se sitúa el embalse de Oiola, geográficamente en el Valle de Trápaga pero cuya propiedad es de Baracaldo. La presa se comenzó a construir en 1958 y entró en servicio en 1964, abasteciendo a Baracaldo y sus proximidades. El embalse recoge las aguas de varios arroyos de la zona, principalmente de El Cuadro, Peñahelada y Peñamelada. Aguas abajo, el río Oiola desciende hasta El Regato, desembocando en el río Castaños.

## Historia

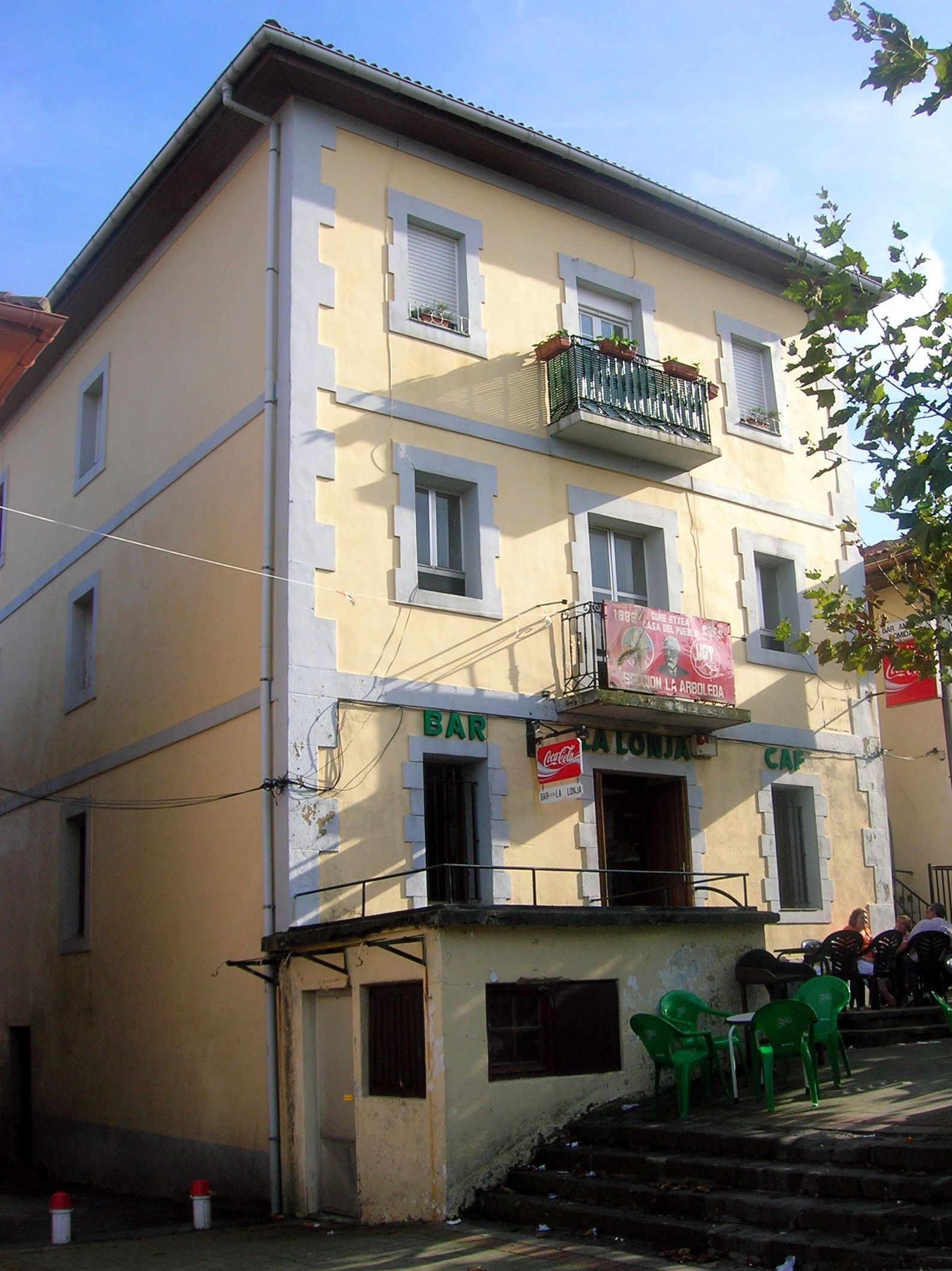
Casa del Pueblo de La Arboleda, fundada en 1888.

Hasta inicios del siglo XIX, el Valle de Trápaga formó parte de Los Tres Concejos del Valle de Somorrostro, que lo conformaban el concejo de Sestao (Santa María de Sestao), el concejo de Santurce (San Jorge de Santurce, hoy municipios de Ortuella y Santurce) y el Valle de Trápaga (entonces, San Salvador del Valle). Conformaban un único ayuntamiento que se reunía en la ermita de San Bernabé de Urioste. En el año 1682 el concejo de San Salvador del Valle, junto con los de Santurce y Sestao, solicitaron al Señorío de Vizcaya que se admitiera su incorporación al Señorío. La Junta admitió a los tres concejos, concediendo a cada uno un voto en las Juntas Generales.
Tras diversas intermitencias (1811-1814 y 1820-1823) en que fue disgregado como municipio, tras la primera guerra carlista (1841) se promulgó la Ley de Ayuntamientos del Reino que supuso la constitución de nuevos ayuntamientos en los concejos del Valle de Somorrostro, acabándose así con su unidad territorial y formándose el ayuntamiento independiente de San Salvador del Valle.
La industria minera fue la que marcó el desarrollo moderno del municipio. A raíz de la inauguración del Ferrocarril de Triano a finales del siglo XIX, se produjo un espectacular desarrollo de la minería, creándose asentamientos en la zona alta del valle. De esta forma el municipio quedó dividido en dos zonas bien diferenciadas: la zona alta, donde se ubican los barrios mineros y se acumulaba entonces el mayor número de población principalmente obrera, y la zona baja, de carácter más rural y que se empezaba a definir como zona industrial y de servicios. Para comunicar estas dos zonas, en 1926 se inauguró el Funicular de Larreineta, cuyo cometido original era transportar mercancías. Con el agotamiento del mineral, la zona alta se fue despoblando paulatinamente conformándose el barrio de La Escontrilla como principal núcleo de población.
Durante la guerra civil española permaneció en territorio republicano hasta su ocupación por la VI Brigada nacional el 22 de junio de 1937.
Fue en 1983 cuando el municipio pasó a denominarse oficialmente Valle de Trápaga-Trapagaran, uniendo el nombre en castellano con el euskera.

### Arqueología
En una cata realizada en la cueva Gorriga VI (La Arboleda) se hallaron restos cerámicos del periodo Edad del Cobre-Edad del Bronce. En el barranco del Cuadro, hoy cubierto parcialmente por el pantano Oiola, se encontraron diversos restos cerámicos, junto con restos de hornos de fundición en cúpula, de los siglos III-IV d. C. En el barrio de La Casería fue hallada una estela discoidal, conservada actualmente en el Museo Arqueológico y Etnográfico de Bilbao. Pertenece a la época de comienzos del cristianismo en Vizcaya.

## Demografía
Valle de Trápaga cuenta con una población de 11 898 habitantes (INE 2024).
| Gráfica de evolución demográfica de Valle de Trápaga entre 1842 y 2021 |
| |
| Población de derecho según los censos de población del INE Población de hecho según los censos de población del INEEn estos censos se denominaba San Salvador del Valle: 1842, 1857, 1860, 1877, 1887, 1897, 1900, 1910, 1920, 1930, 1940, 1950, 1960, 1970 y 1981 |

El Valle de Trápaga ha sufrido un continuo crecimiento de la población. A finales del siglo XIX, el comienzo de explotación a gran escala de los ricos yacimientos de hierro de la zona se caracteriza por la llegada masiva de inmigrantes, que se establecieron en la zona alta del municipio. Entre 1960 y 1975, la implantación masiva de empresas en la zona baja produce un aumento de la población del 38 %. Este hecho, junto con el progresivo agotamiento y cierre de las minas, hace que la zona alta se vaya despoblando en favor de la zona baja, estableciéndose el principal núcleo de población en el barrio de La Escontrilla.
Según las estadísticas ofrecidas por el INE, a 1/1/2014 había censados en el extranjero 231 emigrantes cuyo origen o residencia es el municipio de Valle de Trápaga.

### Población por núcleos
Desglose de población según el Padrón Continuo por Unidad Poblacional del INE en el año 2019.
| Núcleos              | Habitantes | Varones | Mujeres |
| -------------------- | ---------- | ------- | ------- |
| Durañona             | 26         | 14      | 12      |
| Elguero              | 111        | 66      | 45      |
| Galindo-Salcedillo   | 213        | 111     | 102     |
| La Arboleda          | 507        | 247     | 260     |
| Larreineta           | 233        | 122     | 111     |
| Matamoros-Burzaco    | 0          | 0       | 0       |
| Parcocha-Barrionuevo | 41         | 21      | 20      |
| Trápaga-Causo        | 1          | 1       | 0       |
| Ugarte               | 727        | 355     | 372     |
| Valle de Trápaga     | 10126      | 4889    | 5237    |

### Transporte y comunicaciones

#### Carretera
El municipio es atravesado por la Autovía del Cantábrico (A-8) y por la carretera nacional N-634, que comunican toda la costa cantábrica, desde Guipúzcoa hasta Galicia. Otras vías de categoría inferior comunican el Valle de Trápaga con la zona alta y con el resto de municipios de la zona.
- A-8   E-70  Autovía del Cantábrico (Salidas 124 y 125)
- AP-8   E-70  Variante Sur Metropolitana de Bilbao (Supersur) (Salida 2)
- N-634  San Sebastián - Santiago de Compostela (Denominada  BI-3724 entre Ugarte y Zaballa)
- BI-757 (Antigua BI-2757) Gallarta - La Arboleda
- BI-745  (Antigua BI-3745) Baracaldo - Valle de Trápaga (carretera de San Vicente)
- BI-3746  Ugarte - Sestao (por Galindo) (carretera de El Juncal)
- BI-3747  Trápaga - Urioste (por Galindo) (carretera de Salcedillo)
- BI-3748  Valle de Trápaga - Ballonti
- BI-3755  Valle de Trápaga - La Arboleda

La Variante Sur Metropolitana de Bilbao (Supersur) atraviesa el municipio por su zona industrial en un viaducto de 670 metros de longitud, con un complejo nudo de acceso y un área de peaje en Ugarte. La Fase III de la infraestructura se encuentra en estudio, y bordearía el núcleo urbano por el sur.

#### Autobús
- Bizkaibus[15]

| Nombre de la línea | Nombre de la línea                                       | Frecuencia  | Paradas |
| ------------------ | -------------------------------------------------------- | ----------- | --- |
| A2336              | Muskiz - UPV/EHU                                         | *           | Musques, Abanto y Ciérvana, Ortuella > Av. Primero de Mayo, Ugarte > Campus de Lejona (UPV) *Según horario lectivo, consultar.            |
| A3129              | Lutxana - Gurutzeta/Cruces - Santurtzi                   | 15'/30'     | Baracaldo > Ugarte, El Juncal, Aparkabisa > Sestao, Portugalete, Santurce                                                                 |
| A3141              | Gurutzeta/Cruces - Bagatza - Valle de Trápaga-Trapagaran | 30'/60'     | Baracaldo > Ugarte, El Juncal, Trápaga, Av. Primero de Mayo, Funicular                                                                    |
| A3144              | Bilbao - Gurutzeta/Cruces - Barakaldo (Ugarte)           | 30'/ -      | Bilbao, Baracaldo > Ugarte, El Juncal, Ctra. San Vicente > Baracaldo *No circula los días festivos.                                       |
| A3331              | Sestao - Valle de Trápaga-Trapagaran                     | 60'/60'     | Portugalete, Sestao > Galindo, Alto Alday, Av. Primero de Mayo, Trápaga, Elguero                                                          |
| A3332              | Valle de Trápaga-Trapagaran - Santurtzi                  | 15'/60'     | Funicular, C/Funikular > Portugalete, Santurce *La mitad de los servicios sólo llegan hasta la parada de metro de Portugalete.            |
| A3333              | Gallarta - Santurtzi                                     | 60'/60'     | La Arboleda* > Abanto y Ciérvana, Ortuella, Portugalete, Santurce *L-V lanzadera, S+festivos prolongación.                                |
| A3336              | Bilbao - Muskiz                                          | 30'/60'-30' | Bilbao, Baracaldo > Ugarte, Zaballa, Av. Primero de Mayo > Ortuella, Abanto y Ciérvana, Musques *Algunos servicios llegan hasta Sopuerta. |
| A3338              | Muskiz - Barakaldo - Areeta/Las Arenas                   | 30'/60'     | Musques, Abanto y Ciérvana, Ortuella > Av. Primero de Mayo, Ctra. San Vicente > Baracaldo, Erandio, Lejona, Guecho                        |

- Otras líneas

| Línea   | Línea                         | Frecuencia | Paradas |
| ------- | ----------------------------- | ---------- | --- |
| VAC-220 | Castro - Bilbao (por pueblos) | / -        | Castro-Urdiales, Musques, Abanto y Ciérvana, Ortuella > Av. Primero de Mayo, Ugarte, El Juncal, Ctra. San Vicente > Baracaldo, Bilbao *No circula los días festivos. |
| A2221   | Larreineta - La Arboleda      | 30'/30'    | Larreineta (funicular), La Arboleda |
| A3718   | Gallarta - Vitoria            | / -        | Abanto y Ciérvana, Ortuella > C/Funikular > Santurce, Portugalete, Sestao, Baracaldo, Vitoria *No circula los días festivos.                                         |

#### Ferrocarril
- Renfe Cercanías Bilbao
  -  Bilbao-Abando - Muskiz. Estaciones de Trápaga y Trapagaran (antigua San Salvador del Valle). Además, las estaciones de Urioste (Ortuella) y Galindo (Sestao) se encuentran cerca del núcleo urbano y son utilizadas a menudo por habitantes del municipio.
- EuskoTren
  -  Funicular de Larreineta (Escontrilla - La Reineta)

## Administración y política

### Gobierno municipal
La administración política de la ciudad se realiza a través de un ayuntamiento de gestión democrática cuyos componentes se eligen cada cuatro años por sufragio universal. El censo electoral está compuesto por todos los residentes empadronados en el Valle de Trápaga mayores de 18 años y nacionales de España y de los otros países miembros de la Unión Europea. Según lo dispuesto en la Ley del Régimen Electoral General, que establece el número de concejales elegibles en función de la población del municipio, la corporación municipal del Valle de Trápaga está formada por 17 concejales.
En las elecciones municipales celebradas el 27 de mayo de 2007, el partido más votado fue el Partido Socialista de Euskadi - Euskadiko Ezkerra, cuyo candidato Jesús González Sagredo ostentó la alcaldía en solitario, pero sin mayoría en el pleno.
En las elecciones municipales celebradas el 22 de mayo de 2011, el partido más votado fue el Partido Socialista de Euskadi - Euskadiko Ezkerra, seguido a tan solo 20 votos por el Partido Nacionalista Vasco, los cuales consiguieron 7 y 6 concejales respectivamente. El 11 de junio se proclama alcalde al candidato jeltzale Xabier Cuéllar Cuadra, al conseguir la mayoría absoluta con el apoyo de Bildu: el gobierno municipal quedó en manos del Partido Nacionalista Vasco tras varios años de alcaldía socialista. Por su parte, Ezker Batua-Berdeak perdió el único edil con el que contaba en el ayuntamiento.
En las elecciones municipales celebradas el 24 de mayo de 2015, el partido más votado fue el Partido Nacionalista Vasco, con 8 concejales, por lo que aumentó así su representación. El Partido Socialista de Euskadi - Euskadiko Ezkerra, tras cuatro años en la oposición, vio reducida su representación a 4 concejales. De este modo, el 13 de junio fue reelegido alcalde Xabier Cuéllar Cuadra, candidato del EAJ-PNV, con los 8 votos de su grupo sobre el total de 17 concejales elegidos. EH Bildu, con 4 concejales, votó a su propio candidato, mientras que el PSE-EE y la agrupación Elkarrekin Ahal da-Juntos sí se puede Trapagaran, avalada por Podemos, votó en blanco. El Partido Popular perdió su representación en el ayuntamiento.
Tras las elecciones municipales de 2019, repite como alcalde Xabier Cuéllar Cuadra, esta vez en coalición con el grupo municipal del Partido Socialista de Euskadi-Euskadiko Ezkerra, que aumenta su representación y entra en el gobierno con dos concejalías.
En las elecciones municipales de 2023 el PSE-EE resulta el partido más votado obteniendo 6 concejales, frente a los 5 de EAJ-PNV y EH Bildu. Tras las negociaciones posteriores, los socialistas recuperan la alcaldía después de 12 años; su candidato Miguel Ángel Gómez Viar contó con los 6 votos de su formación y los 5 del PNV para erigirse en alcalde del municipio.
| Periodo   | Nombre                     | Partido | Partido                                                       |
| --------- | -------------------------- | ------- | ------------------------------------------------------------- |
| 1979-1987 | Pedro Luis Ríos Díez       |         | Partido Socialista de Euskadi-Euskadiko Ezkerra (PSE-EE PSOE) |
| 1987-1991 | Jesús González Sagredo     |         | Partido Socialista de Euskadi-Euskadiko Ezkerra (PSE-EE PSOE) |
| 1991-1995 | Luis Norberto Gómez Larrea |         | Euzko Alderdi Jeltzalea-Partido Nacionalista Vasco (EAJ-PNV)  |
| 1995-2011 | Jesús González Sagredo     |         | Partido Socialista de Euskadi-Euskadiko Ezkerra (PSE-EE PSOE) |
| 2011-2023 | Xabier Cuéllar Cuadra      |         | Euzko Alderdi Jeltzalea-Partido Nacionalista Vasco (EAJ-PNV)  |
| 2023-act. | Miguel Ángel Gómez Viar    |         | Partido Socialista de Euskadi-Euskadiko Ezkerra (PSE-EE PSOE) |

| Partido político                                              | N.º votos | N.º ediles | Portavoz                          |
| Partido Socialista de Euskadi-Euskadiko Ezkerra (PSE-EE PSOE) | 1862      | 6          | Miguel Ángel Gómez Viar (alcalde) |
| Euzko Alderdi Jeltzalea-Partido Nacionalista Vasco (EAJ-PNV)  | 1774      | 5          | Ainhoa Santisteban Gutiérrez      |
| Euskal Herria Bildu (EH Bildu)                                | 1578      | 5          | Joseba Gómez Rodríguez            |
| Elkarrekin Podemos                                            | 366       | 1          | Alberto Díez Sainz                |
| Partido Popular del País Vasco (PP)                           | 213       | 0          |                                   |

| Partido político | Partido político                                                                | 2023   | 2019   | 2015   | 2011   | 2007   | 2003        | 1999   | 1995   | 1991   | 1987   | 1983   | 1979   |
| Partido político | Partido político                                                                | Ediles | Ediles | Ediles | Ediles | Ediles | Ediles      | Ediles | Ediles | Ediles | Ediles | Ediles | Ediles |
|                  | Partido Socialista de Euskadi-Euskadiko Ezkerra (PSE-EE PSOE)                   | 6      | 5      | 4      | 7      | 7      | 9           | 8      | 7      | 6      | 5      | 7      | 6      |
|                  | Euzko Alderdi Jeltzalea-Partido Nacionalista Vasco (EAJ-PNV)                    | 5      | 7      | 8      | 6      | 6      | 6           | 5      | 5      | 7      | 5      | 5      | 5      |
|                  | Euskal Herritarrok (EH)-Herri Batasuna (HB)                                     | —      | —      | —      | —      | —      | Ilegalizado | 2      | 2      | 3      | 4      | 2      | —      |
|                  | Eusko Abertzale Ekintza-Acción Nacionalista Vasca (EAE-ANV)                     | —      | —      | —      | —      | 2      | —           | —      | —      | —      | —      | —      | —      |
|                  | Euskal Herria Bildu (EH Bildu)-Bildu                                            | 5      | 4      | 4      | 3      | —      | —           | —      | —      | —      | —      | —      | —      |
|                  | Ezker Anitza-IU-Ezker Batua-Berdeak (EB-B)-Partido Comunista de España (PCE)    | —      | —      | 0      | 0      | 1      | 1           | 1      | 2      | 0      | 0      | 2      | 2      |
|                  | Elkarrekin Ahal Da-Juntos Sí Se Puede Trapagaran (AJSP)-Elkarrekin Podemos (EP) | 1      | 1      | 1      | —      | —      | —           | —      | —      | —      | —      | —      | —      |
|                  | Partido Popular del País Vasco (PP)                                             | 0      | 0      | 0      | 1      | 1      | 1           | 1      | 1      | —      | —      | —      | —      |
|                  | Eusko Alkartasuna (EA)                                                          | —      | —      | —      | 0      | PNV    | PNV         | 0      | 0      | 1      | —      | —      | —      |
|                  | Euskadiko Ezkerra (EE)                                                          | PSE-EE | PSE-EE | PSE-EE | PSE-EE | PSE-EE | PSE-EE      | PSE-EE | PSE-EE | 1      | 2      | 2      | 4      |

#### Evolución de la deuda viva municipal
El concepto de deuda viva contempla solo las deudas con cajas y bancos relativas a créditos financieros, valores de renta fija y préstamos o créditos transferidos a terceros, excluyéndose, por tanto, la deuda comercial.
| Gráfica de evolución de la deuda viva del Ayuntamiento entre 2008 y 2023                                    |
| |
| Deuda viva del Ayuntamiento del Valle de Trápaga, en miles de euros, según datos del Ministerio de Hacienda |

## Cultura

### Fiestas locales
La principal festividad del Valle de Trápaga se celebra el 31 de agosto, en honor a San Ramón Nonato. También cabe destacar, por su tradición, la subida y romería de las cuevas de Santa María Magdalena del 22 de julio. Estas fiestas se prolongan durante varios días con diversos actos. El calendario festivo del Valle de Trápaga y sus barrios es el siguiente:
| Fecha           | Festividad                | Localidad        |
| --------------- | ------------------------- | ---------------- |
| 1 de mayo       | San José Obrero           | Zaballa          |
| Junio           | Corpus Christi            | San Gabriel      |
| 24 de junio     | San Juan                  | Ugarte           |
| 22 de julio     | Santa María Magdalena     | La Arboleda      |
| 6 de agosto     | Transfiguración del Señor | Valle de Trápaga |
| 15 de agosto    | Nuestra Señora de Begoña  | Elguero          |
| 31 de agosto    | San Ramón Nonato          | Valle de Trápaga |
| 8 de septiembre | Natividad de María        | La Reineta       |

### Monumentos de interés
El patrimonio artístico de la localidad no es muy importante, pudiéndose destacar las iglesias de la Transfiguración del Señor y la de San José Obrero (1930 y 1957) así como el Palacio de Olaso, construido a principios del siglo XX y utilizado actualmente como Casa de Cultura.
El caserío Ayestarán o Aiestaran es otro de los puntos de interés de la localidad. Este inmueble lleva más de 200 años presidiendo el casco urbano del Valle de Trápaga. Se construyó según el modelo típico de Las Encartaciones, aunque su fachada tiene elementos decorativos urbanos, como algunas columnas, molduras y remates de piedra arenisca. Hoy en día es uno de los pocos edificios de este estilo que quedan en Vizcaya. Por eso, el Departamento de Cultura del Gobierno Vasco decidió preservarlo y en 2009 lo incluyó en el Inventario General del Patrimonio Cultural Vasco, con la categoría de monumento.
Pero sin lugar a dudas la construcción más representativa del Valle de Trápaga es el Funicular de Larreineta. Se empezó a construir en 1921 y no fue inaugurado hasta 1926. Su finalidad era unir las minas de hierro con la Zona Baja salvando 6 km de subida. La cabina está situada horizontalmente, lo que posibilitaba antiguamente que ésta se pudiese levantar y poder subir directamente los camiones sin descargar la mercancía. Actualmente siguen cumpliendo servicio de pasajeros uniendo los barrios de La Escontrilla y La Reineta, formando parte de EuskoTren.

### Deporte

#### Instalaciones deportivas
El municipio cuenta con varias instalaciones públicas dedicadas a la práctica deportiva. Las principales instalaciones son el polideportivo municipal y las piscinas municipales, ambas gestionadas por la empresa emteSPORT. El polideportivo, situado en El Barranco, se inauguró en 2005 en sustitución del antiguo polideportivo de Alday, derribado por el viento en 1993. Cuenta con una cancha polivalente, gimnasio, sauna, solárium, pista de pádel y desde 2014 permite la celebración de eventos y espectáculos.

#### Fútbol
El fútbol es un deporte que cuenta con gran tradición en el municipio. Actualmente cuenta con tres clubes de fútbol compitiendo en categorías regionales. El primer equipo en aparecer fue el Club Deportivo La Arboleda, en el año 1953. Afincado en el barrio minero de La Arboleda, el cual era entonces el núcleo más poblado del municipio, se fundó por iniciativa del pueblo como respuesta a la afición a este deporte por parte de los trabajadores de las minas. Pronto consiguieron la cesión de un terreno propiedad de la empresa minera Orconera para establecer su campo de fútbol, Las Cármenes, recientemente reformado. Actualmente el primer equipo milita en la primera división territorial de Vizcaya.
En 1979 se conforma un equipo en la zona baja, el Club de Fútbol Trapagaran (fundado como Club Deportivo San Salvador del Valle de Fútbol), con jugadores locales y recuperados de otros clubes. Comenzaron jugando en Galindo mientras se instala un campo de fútbol provisional de arena en El Barranco. En la actualidad juegan en Errotarte, campo de hierba artificial con capacidad para 1900 espectadores, en la División Territorial Preferente de Vizcaya. También compite en las categorías de fútbol base, encargándose de la cantera del municipio con varios equipos desde pre-benjamines.
El club más joven es el Bayern de Trápaga, creado en 2013. Milita en la tercera división territorial de Vizcaya, junto a los filiales del Trapagaran y La Arboleda. Juega como local en el campo de fútbol de San Miguel, en Gallarta.
Regularmente se celebran algunos eventos, como el Campus de Fútbol Xabier Eskurza para niños o el Campus de Tecnificación de Fútbol Femenino en La Arboleda.

#### Bolos a Katxete
La modalidad de bolos a katxete es un juego tradicional en el Valle de Somorrostro y el único deporte autóctono de Las Encartaciones, datando su origen hacia 1865. Se juega en un carrejo semicircular de 18 metros de diámetro, de hierba o tierra, y consiste en el lanzamiento de una bola, desde el centro geométrico del semicírculo, contra un conjunto de seis bolos esféricos situados sobre un taco de madera. Estos bolos tienen que sobrepasar uno de los dos semicírculos concéntricos, marcados a 10 y 18 metros, para poder puntuar uno o dos puntos respectivamente.
El municipio cuenta actualmente con dos de los siete carrejos que se conservan en la zona: el carrejo de Durañona, situado junto al campo de fútbol Errotarte, y el carrejo de Ugarte, en el barrio con el mismo nombre. Actualmente, el equipo de Ugarte es el campeón de interpueblos, enfrentándose a carrejos como: Gorostiza, El Regato, Basatxu, Sanfuentes, Durañona, Kabiezes, La Arena, Urioste y La Cuesta.